# Quiero decirte
Quiero decirte è un singolo dei cantanti spagnoli Abraham Mateo e Ana Mena, pubblicato il 12 maggio 2022 dall'etichetta Sony Music España come primo estratto dal settimo album in studio Insomnio di Abraham Mateo.

## Descrizione
Il brano, scritto dagli stessi due cantanti con Jose Alfonso Cano Carillero e Timor Shait, è prodotto da Abraham Mateo e Dani Ruiz.

## Video musicale
Il video musicale, diretto da Willy Rodríguez, è stato pubblicato in concomitanza all'uscita del brano attraverso il canale YouTube di Abraham Mateo.

## Tracce
Testi e musiche di Ana Mena Rojas, Abraham Mateo Chamorro, Jose Alfonso Cano Carillero e Timor Shait.
1. Quiero decirte – 3:42

## Formazione
Musicisti
- Ana Mena Rojas – voce
- Abraham Mateo Chamorro – voce, programmazione, tastiere
- Dani Ruiz – programmazione, tastiere

Produzione
- Abraham Mateo Chamorro – produzione, registrazione
- Bruno Nicolás Fernández (Dabruk) – registrazione
- Carlos Hernández Carbonell – masterizzazione
- Dani Ruiz – produzione, registrazione
- Felipe Guevara – missaggio

## Classifiche
| Classifica (2022) | Posizione massima |
| ----------------- | ----------------- |
| Spagna            | 30                |